# 新潟県道357号千谷沢小千谷線
新潟県道357号千谷沢小千谷線（にいがたけんどう357ごう ちやざわおぢやせん）は、新潟県長岡市から同県小千谷市に至る一般県道である。

## 概要

### 路線データ
- 起点：新潟県長岡市小国町七日町字中川原（国道291号交点）
- 終点：新潟県小千谷市平沢2丁目（新潟県道10号長岡片貝小千谷線交点）

## 通過する自治体
- 新潟県
  - 長岡市 - 小千谷市

## 接続する道路
- 国道291号（起点：七日町交差点）
- 国道404号（鷺之島交差点 - 長岡市小国町千谷沢字鷺之島で重複）

この間未開通区間あり（長岡市小国町千谷沢地内）
- 新潟県道411号町山谷片貝線（小千谷市大字山谷字源藤六）
- 新潟県道10号長岡片貝小千谷線（終点：平沢町交差点）

## 周辺
- 関越自動車道 山谷パーキングエリア
- ハローワーク小千谷（長岡公共職業安定所 小千谷出張所）
- 新潟県警察 小千谷警察署
- 小千谷市消防本部・消防署
- 小千谷市役所
- 新潟県立小千谷西高等学校
- 長岡市立下小国小学校
- 長岡信用金庫 小千谷支店
- 新潟県労働金庫 小千谷支店
- 七日町郵便局
- 城川郵便局
- 鳴島工業 小国工場
- 三陽工業 小千谷工場
- Aコープ柏崎 小国店
- イオン 小千谷店
- コメリ
  - コメリホームセンター 小千谷店
  - アテーナ 小千谷店
- 原信 西小千谷店
- ケーズデンキ 小千谷店
- 小千谷ファッションモール
  - ファッションセンターしまむら 小千谷店
  - アベイル 小千谷店
- クスリのコダマ 小千谷店
- ドラッグトップス 小千谷店
- ドラッグセイムス 小千谷店
- 蔦屋書店 小千谷店
- 洋服の青山 小千谷店
- 白山運動公園
- 渋海川
- 信濃川